# Andrew Jackson Bryant
Andrew Jackson Bryant (1832-1888) est un homme politique américain membre du parti démocrate puis du parti républicain. Il a été maire de San Francisco entre 1875 et 1879. 

## Biographie
Son mandat se déroule pendant une dépression économique qui a frappé la Californie et le reste du pays. Il était partisan des journées de travail de 8 heures, et défendait une législation destinée à stopper l'immigration chinoise. Il voulait également construire des prisons séparées pour les chinois hommes et femmes.
Il est mort noyé dans la baie de San Francisco après être tombé d'un bateau, certains journaux de l'époque ayant dans un premier temps évoqué un suicide.